# Crisp Gascoyne
Sir Crisp Gascoyne (vers 1700-28 décembre 1761) est un magistrat et un politicien britannique surtout connu au XVIIe siècle pour son implication dans l'affaire Elizabeth Canning.
En tant que politicien, il a occupé le poste de lord-maire de Londres.
Il est le père de Bamber Gascoyne (1725-1791).